# K-stjerner
K-stjerner er en type stjerner som er orange og har en overfladetemperatur fra 4000-4900 grader celsius.

## Eksempler på K-stjerner
Pollux, α Cassiopeiae, Aldebaran HD 189733
| Astronomi | Spire Denne artikel om astronomi er en spire som bør udbygges. Du er velkommen til at hjælpe Wikipedia ved at udvide den. |